# Akan (Wisconsin)
Die Town of Akan ist eine von 16 Towns im Richland County im US-amerikanischen Bundesstaat Wisconsin. Im Jahr 2010 hatte die Town of Akan 403 Einwohner.
Town hat in Wisconsin eine grundlegend andere Bedeutung, als im übrigen englischsprachigen Bereich. Vielmehr entspricht sie den in den anderen US-Bundesstaaten üblichen Townships, die nach dem County die nächstkleinere Verwaltungseinheit bilden.

## Geografie
Die Town of Akan liegt im Südwesten Wisconsins. Die Grenze zu Iowa befindet sich rund 40 km westlich. Nach Minnesota sind es rund 65 km in westnordwestlicher Richtung; nach Illinois sind es rund 110 km nach Süden.
Die geografischen Koordinaten des Zentrums der Town of Akan sind 43°19′37″ nördlicher Breite und 90°37′13″ westlicher Länge. Sie erstreckt sich über eine Fläche von 93,5 km².
Die Town of Akan liegt im Westen des Richland County und grenzt an folgende Nachbartowns:
|                                                                    | Town of Sylvan                              | Town of Marshall |
| Town of Kickapoo (Vernon County) Town of Clayton (Crawford County) | Kompassrose, die auf Nachbargemeinden zeigt | Town of Dayton   |
| Town of Scott (Crawford County)                                    | Town of Richwood                            | Town of Eagle    |

## Verkehr
Der U.S. Highway 14 verläuft durch den Nordosten der Town of Akan; der Wisconsin State Highway 171 führt in West-Ost-Richtung durch das Zentrum. Daneben verlaufen noch die County Highways U, X und F durch das Gebiet der Town. Alle weiteren Straßen sind untergeordnete Landstraßen sowie teils unbefestigte Fahrwege.
Mit dem Richland Airport befindet sich rund 30 km ostsüdöstlich der Town ein kleiner Flugplatz. Die nächsten Verkehrsflughäfen sind der Dubuque Regional Airport in Iowa (rund 130 km südlich), der La Crosse Regional Airport (rund 95 km nordwestlich) und der Dane County Regional Airport in Wisconsins Hauptstadt Madison (rund 125 km ostsüdöstlich).

## Bevölkerung
Nach der Volkszählung im Jahr 2010 lebten in der Town of Akan 403 Menschen in 168 Haushalten. Die Bevölkerungsdichte betrug 4,3 Einwohner pro Quadratkilometer. In den 168 Haushalten lebten statistisch je 2,37 Personen.
Ethnisch betrachtet setzte sich die Bevölkerung zusammen aus 98,3 Prozent Weißen, 0,7 Prozent Afroamerikanern sowie 0,5 Prozent amerikanischen Ureinwohnern; 0,5 Prozent stammten von zwei oder mehr Ethnien ab. Unabhängig von der ethnischen Zugehörigkeit waren 0,2 Prozent der Bevölkerung spanischer oder lateinamerikanischer Abstammung.
18,6 Prozent der Bevölkerung waren unter 18 Jahre alt, 60,8 Prozent waren zwischen 18 und 64 und 20,6 Prozent waren 65 Jahre oder älter. 47,9 Prozent der Bevölkerung waren weiblich.
Das mittlere jährliche Einkommen eines Haushalts lag bei 45.000 USD. Das Pro-Kopf-Einkommen betrug 24.190 USD. 15,8 Prozent der Einwohner lebten unterhalb der Armutsgrenze.

## Ortschaften in der Town of Akan
Neben Streubesiedlung existieren in der Town of Akan noch folgende gemeindefreie Siedlungen:
- Five Points
- Jimtown